# 张万琼
张万琼（1968年7月—），女，汉族，中国教育家，中共党员，中学研究员、现任中华人民共和国西南大学附属中学校长，硕士学历。首届“重庆名师”、重庆市德育工作者，中国青少年研究中心特约研究员、重庆市化学奥林匹克高级教练员，重庆市教育学会德育专委会理事，西南大学化学化工学院兼职教授。

## 学术贡献
主持国家教育部规划课题1项，国际交流项目1个，市级规划课题及子课题2项，主研和参研了市级课题及子课题7项。从98年至今，在《中学化学教学参考》、《中学理科教学参考》、《西南农业大学学报》、《今日教育》、《环境教育》、等刊物发表论文11篇，其中1篇被“人大书报资料复印中心”收录转载。国际交流论文2篇，国家级交流论文1篇，市级交流论文4篇。

## 奖项和荣誉
论文获全国性特等奖1篇、一等奖1篇、二等奖1篇，获重庆市和四川省评比一等奖1篇、二等奖2篇、三等奖2篇。参便著作5部，主持的中国瑞典合作“环境小硕士”项目曾获“福特汽车环保奖”和“斯巴鲁生态奖”、“三河演绎”、“五河之洲”、“气候酷派”等项目均获重庆市一等奖。